# Badia Repulse

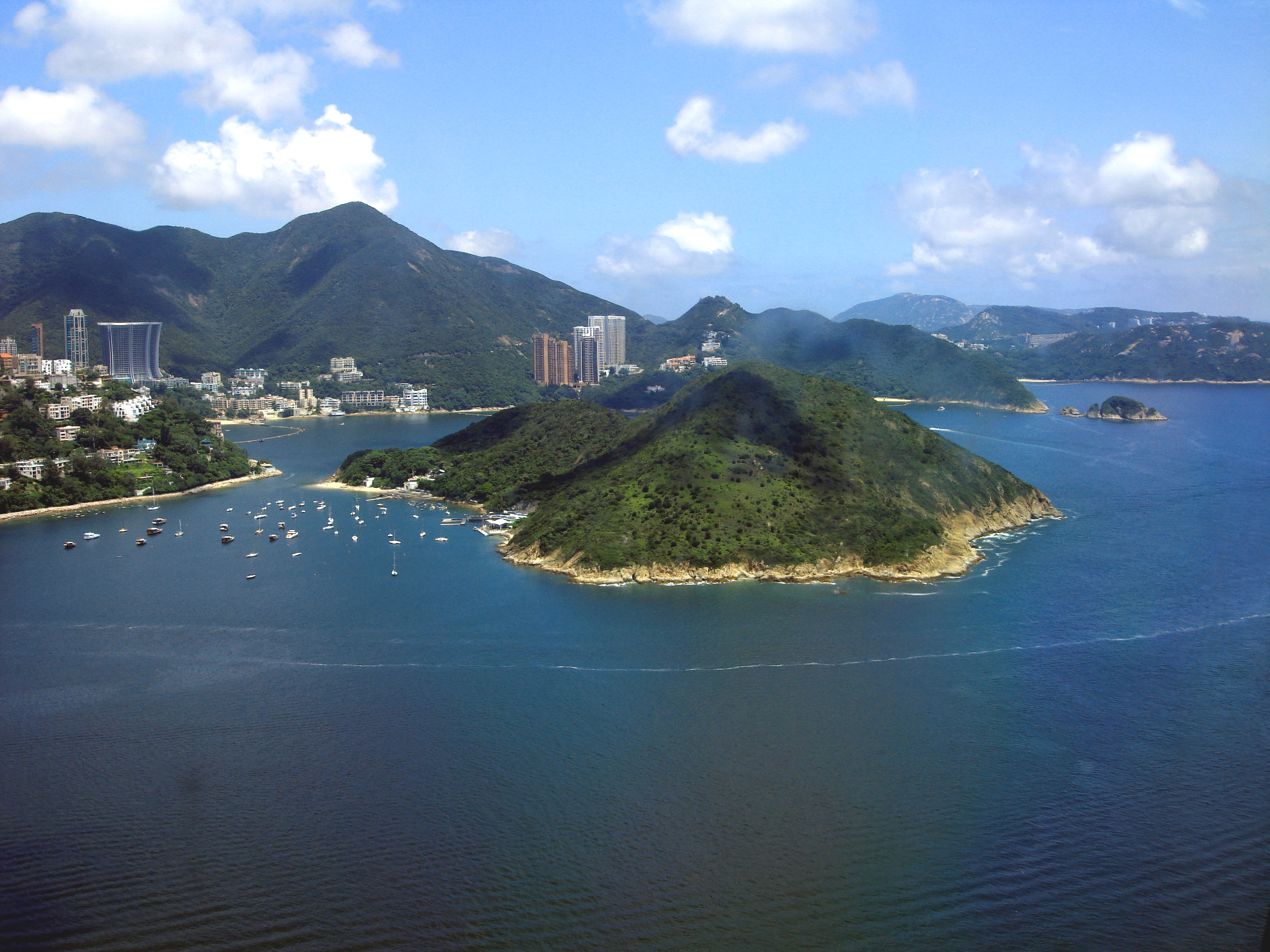
Vista de Middle Island, Hong Kong, entre Deep Water Bay i Badia Repulse.

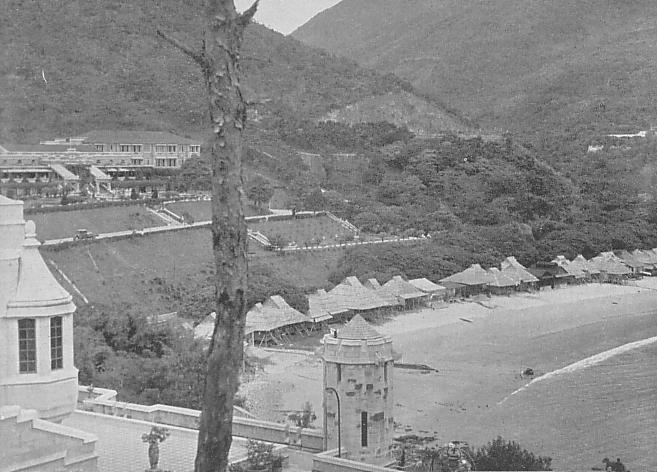
Badia Repulse a la dècadade 1930

Badia Repulse, Repulse Bay, és una badia en la part meridional de l''illa de Hong Kong, Hong Kong.

## Geografia
Badia Repulse Bay està situada al sud de l'Illa de Hong Kong Island, a l'est de Deep Water Bay i a l'oest de Middle Bay i South Bay. Middle Island, Hong Kong està entre Badia Repulse i la Badia Deep Water.

## Història

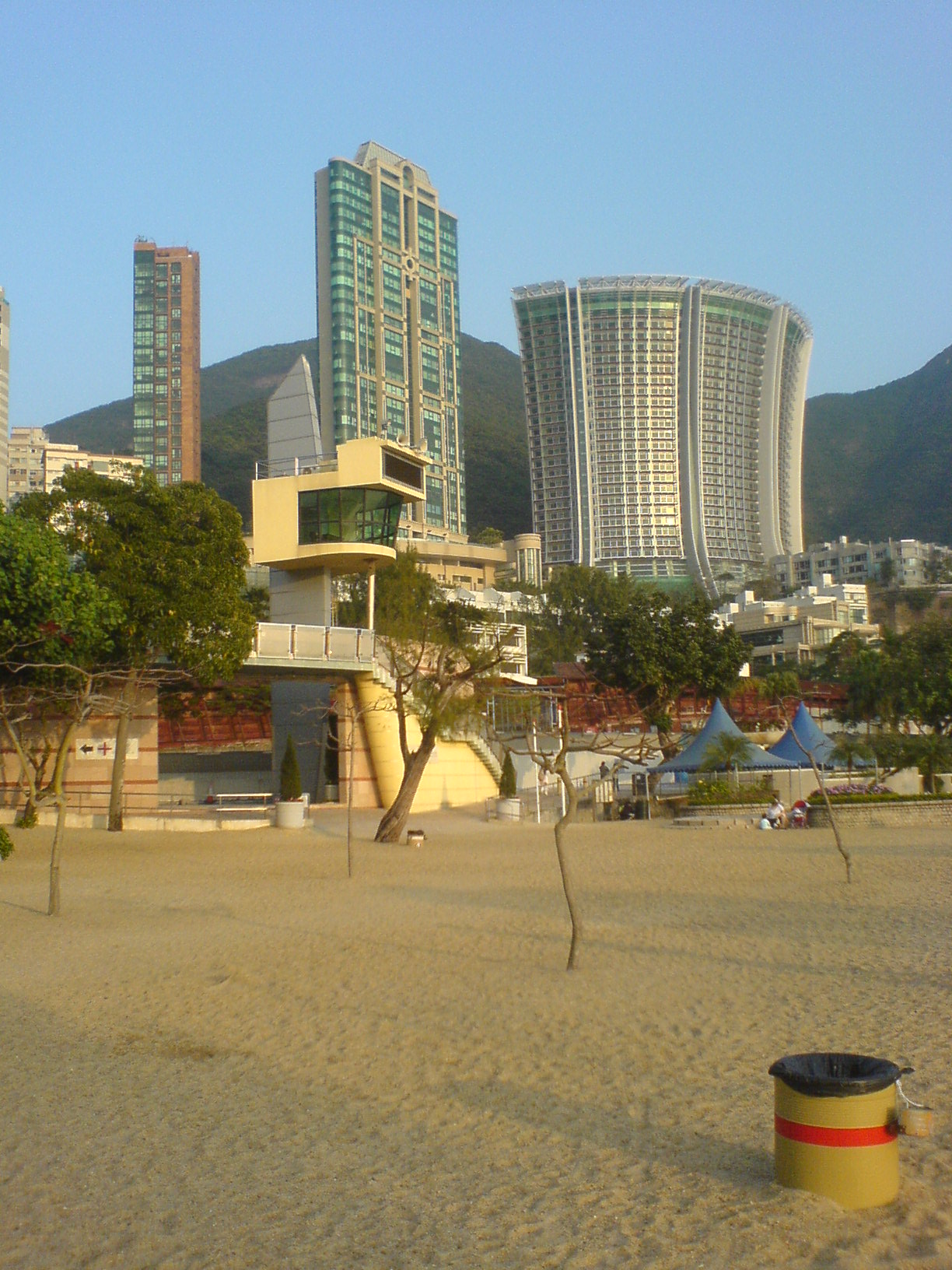
Platja de Badia Repulse.

Els orígens del nom anglès d'aquesta badia són extremadament obscurs. Tanmateix n'hi ha diversos relats una d'elles parla dels estralls, el 1841, dels pirates en els vaixells mercants Aquests pirates van ser expulsats (repulse) per la Royal Navy, d'aquí el nom. També podria ser pel vaixell HMS Repulse
A la dècada de 1910, Repulse Bay va ser una platja i el 1920 s'hi va fer un hotel Repulse Bay Hotel. Durant la batalla de Hong Kong en la Segona Guerra Mundial, Repulse Bay va ser un lloc estratègic.
Fins a principi de la dècada de 1960, els edificis residencials es van restringir força. Se n'hi van fer de luxe.